# Генрих V (фильм, 2012)
«Генрих V» (англ. Henry V) — британский телевизионный фильм 2012 года, базирующийся на одноимённой пьесе Уильяма Шекспира. Заключительная часть первого сезона телесериала «Пустая корона».

## Сюжет
Амбициозный Генрих V отправляется в поход на Францию, где победно шагает по заморской территории. Дав решающее сражение при Азенкуре король Англии провозглашает своё право на государство и на дочь французского правителя Екатерину. Впрочем Генрих управляет страной недолго: после кончины монарха английский престол «занимает» его девятимесячный сын Генрих VI.

## Актёрский состав
| В ролях            |  | Персонаж                            |
| ------------------ |  | ----------------------------------- |
| Том Хиддлстон      |  | Генрих V                            |
| Джули Уолтерс      |  | Куикли, хозяйка таверны             |
| Джон Хёрт          |  | Хор                                 |
| Джеральдина Чаплин |  | Алиса, фрейлина Екатерины           |
| Пол Фриман         |  | Томас Эрпингем                      |
| Том Джорджсон      |  | Бардольф                            |
| Ричард Гриффитс    |  | Жан Бесстрашный, герцог Бургундский |
| Патерсон Джозеф    |  | герцог Йоркский                     |
| Джеймс Лоуренсон   |  | граф Уэстморленд                    |
| Антон Лессер       |  | герцог Эксетер                      |
| Пол Риттер         |  | Пистоль                             |
| Малкольм Синклер   |  | архиепископ Кентерберийский         |
| Оуэн Тил           |  | Флюэллен                            |
| Мелани Тьерри      |  | Екатерина Валуа                     |
| Ламбер Вильсон     |  | Карл VI, король Франции             |
| Эдвард Экрут       |  | Людовик, дофин                      |
| Том Брук           |  | капрал Ним                          |
| Максим Лефрансуа   |  | коннетабль Франции                  |
| Стэнли Уэбер       |  | герцог Орлеанский                   |
| Ричард Клотье      |  | граф Солсбери                       |